# سارة حمدي مسعود
سارة حمدي مسعود من قطر، هي لاعبة بارالمبية . مثلت بلادها في دورة الألعاب البارالمبية الصيفية 2016 إلتي أقيمت في ريو دي جانيرو بالبرازيل وفازت بالميدالية الفضية في مسابقة دفع الجلة للسيدات فئة F33.
تعد أول لاعبة بارالمبية تفوز بميدالية في أولمبياد قطر للمعاقين.
في بطولة العالم لألعاب القوى لذوي الاحتياجات الخاصة 2017 في لندن - إنجلترا، فازت بالميدالية الفضية في مجموعة F33 لوضع الجلة للسيدات. شاركت أيضًا في بطولة العالم لألعاب القوى لذوي الإعاقة 2019 في دبي، الإمارات العربية المتحدة، حيث احتلت المركز الثامن.
وفي عام 2018 حصلت على الميدالية الفضية في المسابقة دفع الجلة للسيدات F33 في دورة الألعاب الآسيوية البارالمبية 2018 التي أقيمت في جاكرتا، إندونيسيا.

## الإنجازات
| العام            | المسابقة                         | المكان                | المركز           | ملاحظة           |                  |
| Representing قطر | Representing قطر                 | Representing قطر      | Representing قطر | Representing قطر | Representing قطر |
| ---------------- | -------------------------------- | --------------------- | ---------------- | ---------------- | ---------------- |
| 2016             | الألعاب البارالمبية الصيفية 2016 | ريو, برازيل           | 2nd              | رمي الجلة        | 5.39 متر         |
| 2017             | بطولة العالم لألعاب القوى 2017   | لندن, المملكة المتحدة | 2nd              | رمي الجلة        | 5.39 متر         |
| 2018             | Asian Para Games                 | Jakarta, Indonesia    | 2nd              | Shot put         | 5.45 m           |